# Malterer (Adelsgeschlecht)

Stammwappen der Malterer

Die Herren Malterer waren ein in Freiburg im Breisgau ansässiges Adelsgeschlecht, das 1386 im Mannesstamm erlosch.

## Herkunft
Maurer sieht in den Herren Malterer ein aus der Kaufmannsschicht aufgestiegenes Adelsgeschlecht.

## Geschichte
Mit Konrad Malterer („Cuonrat der Malterer“) erscheint das Geschlecht der Herren Malterer erstmals in einer Urkunde von 1303. Dieser Konrad war Mitglied, „der alten 24“, des Stadtrats von Freiburg, zu dem er noch 1337 gehörte. In einer Urkunde des Freiburger Spitals vom 8. Mai 1336 wird er zuerst als „Cunrat der Alte“ und ein Jahr danach am 16. Mai 1337 als „Her Cunrat Malterer“. Daraus lässt sich in der Regel erkennen, dass jemand mit der Ritterwürde bedacht wurde, was Kindler von Knobloch jedoch anzweifelt.

### Aufstieg
Die Herren Malterer zählten im 14. Jahrhundert zu den wohlhabendsten Familien in Freiburg. Zu ihren Schuldnern zählten neben den Städten Freiburg und Endingen auch hochrangige Adelsfamilien wie die Grafen von Freiburg, die Grafen von Fürstenberg, die Grafen von Tübingen, die Markgrafen von Hachberg, die Herren von Uesenberg, die Herren von Geroldseck, die Herren von Staufen, die Herren von Falkenstein, die Klöster St. Peter, St. Märgen und selbst der Abt von Einsiedeln. Ihr Wohlstand öffnete ihnen den Zugang zu den Adelskreisen. Johannes Malterer, der Sohn Cunrats des Alten, wird schließlich in einer Urkunde vom 25. November 1352 als Ritter bezeichnet.
Die Söhne Cunrat Malterers waren Henni Malterer der Kramer, Bürger in Freiburg, der mit einer Else verheiratet war (erstmals erwähnt am 28. Februar 1337) und Peter Malterer. Henni und Else hatten einen Sohn namens Peter. Ob Johannes Malterer der Sohn oder der Bruder Cunrat Malterers war, ist nicht zweifelsfrei geklärt. Johannes Malterer, der den Beinamen Mezziger trug, war Mitglied des Freiburger Stadtrats. Er wird erstmals am 11. April 1317 urkundlich erwähnt. In einer Urkunde vom 1. Februar 1323 wird von „Johann Malterer dem Mezzier“ gesprochen.
Gemäß Kindler von Knobloch handelt es sich bei diesem Beinamen nicht um eine Berufsbezeichnung, sondern er deutet auf eine verwandtschaftliche Beziehung zu einem Geschlecht dieses Namens hin. Schweizer nimmt an, Johannes sei einer der 24 Marktgeschworenen der Stadt gewesen, von denen ein jeder eine der Bänke, d. i. Verkaufsbuden, zu beaufsichtigen hatte, Johannes also wohl die der Metzger. Johannes erscheint von 1324 bis 1350 im Rat von Freiburg.
Kindler von Knobloch vermutet, dass Johannes Malterer bereits in jungen Jahren über einen ganz außergewöhnlichen Reichtum verfügte. Nicht nur dass er in zahlreichen Urkunden als Kreditgeber auftaucht, sondern auch spätere Eheverbindungen der Nachkommen liefern eindeutige Beweise dafür. Ein bis heute erhalten gebliebener Wandteppich, den Johann Malterer und dessen Schwester Anna (urkundlich als Nonne des Freiburger Dominikanerinnen-Klosters St. Katharina belegt) dem Kloster Adelhausen stifteten, zeigt die Bedeutung dieser Familie. Dieser Maltererteppich ist heute im Augustinermuseum ausgestellt. Verheiratet war Johannes mit Gisela von Kaisersberg aus einem alten Elsässischen Hochadelsgeschlecht. Am 21. Januar 1356 kaufte er von den Meinwart deren Anteil an Burg Falkenstein, am 11. Juli 1356 gar zu rechtem Pfandschatz von Markgraf Heinrich von Hachberg, Herr zu Kenzingen und seiner Gemahlin Anna von Uesenberg die Burg Hochberg mit dem „Vorhoff und dem buwhoff“ zusammen mit der Herrschaft Hochberg für 220 Mark Silber. Der Ehevertrag seiner Tochter Elisabeth mit dem Markgrafen Otto von Hachberg vom 12. Juli 1356 gibt einen Einblick wie umfangreich diese Herrschaft war; dazu zählten neben der besagten Burg die Dörfer, Höfe, Leute, Güter, Rechte, Einkommen, Waldungen namentlich:
- St. Peterswald, den Jungwald, die Allmende oberhalb von Sexau, das Moos, den Hochberg, den Schlechthart, den Tettenbach, die lange Staude
- „Zugehör“ und Vogtei in: Malterdingen, Heimbach, Mundingen, Köndringen
- Gerichte, Güter, Gülten und Rechte in: Bahlingen, Denzlingen, Mundingen, Niderndorf, Berchtoltsfeld, Glimpenheim, Walawinkel, Maleck, Wöpplinsberg, Krumbach, Korben, Witenbühel, Aspen, Brunnen, Ottoschwanden, Schalabrunnen, Mussbach, Glashausen, Reichenbach
- Zwing, Bann und Gerichte in: Nortprechtsberg, Höfen, Bilstein, Altenkeppenbach, Gerlisberg, Theningen, Emmendingen, Windenreuthe, auf dem Wald, Endingen, Lützelwalde, Eymatt, Lohe, Zaismatt, Ebersbach, Eberstal, Mühlebach, Thesmer, Reichenbach und Sexau[9]

Außerdem vereinbarte Johannes mit dem Markgrafen die Ehe seiner Tochter Elisabeth mit dem Markgrafen Otto von Hachberg, bei der Johannes Malterer noch eine Ehesteuer von 480 Mark Silber drauflegte. Neben Elisabeth (Lisa † 22. Juni) ist noch die Tochter Margaretha (dicta de Bluomneg – † 16. März) sowie sein Sohn Martin Malterer erwiesen. Möglicherweise waren auch die erwähnte Anna, Katharina und Gerdrut seine Töchter. Der Nekrolog des Klosters Günterstal führt weiter eine „Gisala Malterin dicta de Uesenberg“, die an einem 4. Februar verstarb, sowie eine „Gisela Maltererin dicta de Stouffen“ mit dem Todestag 20. August an.  Wie diese einzuordnen sind, ist unklar. 1353 treten bei einer Stiftung des Johannes sein Schwiegervater Otto von Hachberg sowie Johannes Geben, Mitglied eines alten Freiburger Adelsgeschlechts, auf. Am 21. Dezember 1354 kaufte Johannes für seinen Sohn Martin die Burg und Herrschaft Kastelburg zusammen mit der Stadt Waldkirch und dem Schultheißenamt von Herrn Hans von Schwarzenberg für 2140 Mark Silber.
Johannes Malterer starb am 17. Februar 1360 und wurde im Kloster Günterstal beigesetzt. Die nach dem Tod des Ehegatten eingesetzten Pfleger Ritter Herr Hesse Snewelin im Hof, Herr Johans Snewelin und Herr Dietrich von Falkenstein, kauften für sie und ihre Kinder am 19. Juni 1360 für 22 Mark Silber vom Spital das Dorf Betzenhausen und am 8. August 1365 von den Herren von Blumegg die Burg Alt-Urach in Lenzkirch für 500 Mark Silber.
Martin Malterer, der Sohn des Johannes, verstand es, die standesgemäße Stellung der Malterers weiter auszubauen. Sein Vater hatte bereits 1254 mit dem Kauf der Burg und Herrschaft Kastelburg zusammen mit der Stadt Waldkirch und dem Schultheißenamt die Grundlage dafür gelegt. Dazu kamen weitere Erwerbungen. Verheiratet war er mit Anna von Thierstein, der Tochter des Grafen Walram von Thierstein. Aus der Ehe gingen drei Töchter hervor: Margaretha (später verheiratet mit Caspar von Klingenberg), Gisela (verheiratet mit Walraff dem Jüngeren von Thierstein) und Lisa (ledig gestorben). Als Sohn einer der reichsten Familien hatte er eine steile Karriere hinter sich. Bereits 1368 wurde er als Ritter bezeichnet, und ab 1380 war er als Landvogt im Elsass und im Breisgau für Herzog Leopold von Oesterreich tätig, der nach einer wohl unhaltbaren Sage sein leiblicher Vater gewesen sein soll.
Beim Krieg zwischen der Stadt Freiburg und dem Grafen Egino von Freiburg schlossen sich Martin Malterer zusammen mit dem Markgrafen Otto von Hachberg, Heinrich von Geroldseck-Tübingen, Heinrich von Geroldseck-Lahr, die Brüder Johann und Hesse von Uesenberg sowie Johann von Schwarzenberg zu einem Schutzbündnis mit Graf Egino von Freiburg zusammen. Der eigentliche Bund muss jedoch aus mehr Mitgliedern bestanden haben. Dies geht aus den Sühnebriefen vom 30. März 1368 hervor. So werden als Bundesgenossen des Grafen von Freiburg auch der Edelknecht Hanmann von Weissweile, Ulrich Walther, Otto und Gottfried von Staufen, Graf Simon von Thierstein sowie Walther von der Dicke genannt.

### Untergang
Die Schlacht bei Sempach brachte für das junge Adelsgeschlecht ein abruptes Ende. Martin Malterer fiel die Ehre zu, das Schlachtbanner der Freiburger zu führen. Seine Treue zum Hause Habsburg bezahlte er am 9. Juli 1386 in der verhängnisvollen Schlacht mit dem Tod zusammen mit rund 400 weiteren Adligen auf Habsburger Seite. Bannerträger Martin soll den sterbenden Leopold von Habsburg beschützt haben, fand man doch seine Leiche über der des Herzogs liegend.
In der Schlacht bei Sempach verlor auch Martins Schwester Elisabeth ihren Ehemann Otto von Hachberg, woraufhin die Markgrafschaft Baden-Hachberg für 1500 Mark Silber an die Brüder ihres verstorbenen Ehemanns, Johann und Hesso, zurückfiel. Elisabeth ließ Otto im Kloster Tennenbach beisetzen. Sie heiratete später den Ritter Johann von Blumeneck. Nach dem Necrologium Güntersthalense starb sie an einem 26. Juli. Die Tochter Martins, Margareth, war mit Heinrich, dem Sohn des Markgrafen Hesso von Hachberg, verlobt und sollte 700 Mark Silber und 1/4 der Feste Heidburg als Mitgift erhalten. Als Heinrich jedoch bereits kurz nach der Heiratsabsprache starb, heiratete Margareth den Ritter Caspar von Klingenberg. Eine andere Tochter Martins soll mit einem Herrn von Tengen, eine weitere mit einem Herrn von Creuz in Burgund verheiratet gewesen sein.
Auch Burg und Herrschaft Kastelburg mussten nach dem Tod Martins verkauft werden. Mit Martin erlosch das Geschlecht der Malterer im Mannesstamm.

## Stammwappen
Das Stammwappen der Herren Malterer zeigt im geteilten Schild oben in Blau zwei goldene Muscheln, unten in Silber und Rot sparrenweise geteilt. Als Helmzier einen Helmüberzug in denselben Farben, jedoch oben nur eine Muschel und als Helmzier einen weißen Federball. Der Maltererteppich zeigt dieses Wappen in Farbe.